# Midnattssol (tv-serie)
Midnatssol (svensk titel Midnattssol, fransk titel Jour Polarie, engelsk titel Midnight Sun) er en svensk-fransk tv-serie på en sæson af otte afsnit. Krimiserien er baseret på en ide fra Henrik Jansson-Schweizer og Patrick Nebout, og den er skabt og instrueret af Måns Mårlund og Bjørn Stein, der ligeledes står bag den succesfulde svensk-danske tv-serie Broen/Bron. Endvidere er Midnatssol produceret af Nice Drama og Atlantique Productions i samarbejde med Filmpool Nord, GMT Productions og Nordisk film & TV fond. Serien havde premiere den 23 oktober 2016 på kanal SVT1 i Sverige, hvor serien efterfølgende blev vist den 28 november 2016 på Canal+ i Frankrig.
I den svenske-franske co-produktion, kommunikeres der både på svensk, fransk, engelsk, samisk, finsk-svensk og arabisk. Hovedrollerne spilles af den franske skuespillerinde Leïla Bekhti (Kahina Zadi) og den svenske skuespiller Gustaf Hammarsten (Anders Harnesk). De øvrige roller spilles blandt andet af Peter Stormare, Jessica Grabowsky og Albin Grenholm. Ydermere er serien både blevet indspillet i Paris og Kiruna. Det meste af serien er dog primært blevet optaget i Kiruna, som er en mineby i den nordligste del af Sverige, der er kendt som midnatssolens land. Midnatssol er et nordisk fænomen, hvor solen ikke går ned under horisonten,  og i denne serie er midnatssolen omdrejningspunktet for de gådefulde mord.

## Handling og hovedpersoner
Serien indledes med en mand, der bliver brutalt myrdet i det dramatiske og majestætiske landskab i Rákkasláhku 257 km nord for polarcirklen, nær minebyen, Kiruna. Da manden viser sig at være en fransk statsborger ved navn, Pierre Carnot, bliver den fransk-algeriske kriminalbetjent, Kahina Zadi, tilkaldt. Sammen med den svenske anklager, Anders Harnesk, skal de opklare mordet på Pierre Carnot. Det viser sig dog hurtigt, at Carnot ikke er det eneste mordoffer. Idet Zadi og Harnesk modtager sedler med numre, går det op for dem, at det er en dødsliste, og de er dermed på jagt efter en seriemorder, der udfører mord efter oldgamle samiske ritualer.
Serien handler i høj grad også om konflikten, hadet og fordommene, som befinder sig i det lille minesamfund, Kiruna. Byen er splittet mellem to befolkningsgrupper; den samiske befolkning og den svenske befolkning. I serien følger man 22 lokale minearbejdere, som gemmer på en mørk og grusom hemmelighed heriblandt; Sparen, Henrik Kambo, Kimmo, Jenny-Ann, Elmén, Rugter Burlin og Jörgen Forsberg. De har været med til at gemme fransk uran i bjerget, så de kunne få nogle ekstra penge. Som trussel mod at sige sandheden om uranen, druknede franskmanden, Pierre Carnot, Sparens søn. Sparens tab har gjort ham til alkoholiker, og i sin fuldskab fortæller han den samiske aktivist, Evelina Geatski, sandheden om de 22 og mordet på sønnen. I frygten for, at Evelina vil fortælle sandheden til samfundet, bestemmer de 22 sig for at dræbe hende, og den udvalgte dertil er Jörgen Forsberg. Evelina ville betro sig til Forsberg og fortælle Sparens hemmelighed, uden at vide, at Forsberg var en af de 22. Forsberg skød derfor Evelina.
I jagten på seriemorderen bliver Zadi og Harnesk ligeledes tvunget til at indse deres fortrængte sider. Den franske politikvinde, Zadi, er forfulgt af fortiden. Som 15-årig blev hun gravid og måtte skjule graviditeten, og dernæst overdrage den nyfødte søn til sin mor. Zadi lider mentalt og er selvskadende. Hun bliver konfronteret med fortiden, da hendes søn, Nadji, opsøger hende i Paris og dernæst i Kiruna, efter 18 år. Endvidere har Harnesk også en fortrængt side. Han er fraskilt, homoseksuel og har et kompliceret forhold til sin 18-årige datter, Jessika. Han bliver ligeledes konfronteret med hans kulturelle baggrund, da han er halv-svensk og halv-samisk, hvilket i denne mordefterforskning kommer ham til fordel.

### Hvem er morderen?
I det syvende afsnit, finder Zadi og Harnesk ud af, hvem seriemorderen er. I serien forekommer der fire mord, som blev udført efter oldgamle samiske ritualer. Det første mord var på franskmanden, Pierre Carnot, som blev brutalt myrdet på en helikopterpropel, hvor stenene omkring helikopteren dannede en Goavdiss, hvilket på samisk betyder ´en helligplads´. Henrik Kambo blev dernæst myrdet, som en ofring til ulvene i vildmarken. Jörgen Forsberg blev tortureret og fik et samisk spyd i hjertet syv måneder efter mordet, og Sparen blev flænset op som en bjørn. Men allerede i det første afsnit af tv-serien, bliver seriemorderens navn afsløret, da helikopterføreren, Kambo, forsøger at hviske ’jærv’, hvilket på samisk betyder ´Geatki´. Kambo forsøgte dermed allerede i starten at give en ledetråd om morderen, som er Evelina Geatkis bror, Eddie Geatki. Zadi og Harnesk finder således ud af, at Eddie hævner sin søsters død.
Zadi og Harnesk finder et loft i Eddies hus, hvor det viser sig, at mordene på de 22 er baseret ud fra et digt, som Evelina har lavet og kaldt ”Midnatssol”. Digtet er baseret på det, som Sparen havde fortalt til Evelina, og Eddie har dermed taget digtets ord, og gjort dem levende ved at dræbe de 22.
Jörgen Forsberg er Eddies første offer, og han fortalte om de 22 og Evelinas død. Eddie satte derfor først spyddet i hans hjerte syv måneder senere, da mordet skulle passe til digtet. I det sidste afsnit lykkedes det Eddie at drukne de sidste 15 i bjerget, inklusiv ham selv. Dog fuldfører han ikke sit manifest og mordene på de 22, da den gravide Jenny-Ann, overlever.

## Modtagelse
Midnatssol er blevet anmeldt gennem flere forskellige medier. Annika Pham skrev i Nordisk filmogTV.com, at serien er blevet solgt til øvrige TV-selskaber, der har sikret sig rettigheder heriblandt NRK i Norge, DR i Danmark, RUV i Island, MTC3 i Finland, ZDF i Tyskland, SBS i Australien, HOT i Israel, VRT i Belgien og Lumiére i Benelux . Serien har endvidere vundet ’Best Foregin Language Drama Series’ i C21Media’s International Drama Award, 2017 . Anmeldelserne fra seerne på IMDb har givet serien en rating på 7,4 stjerner ud af 10 stjerner, hvor 3491 seer har anmeldt serien .
Serien er dog også blevet mødt med en del kritik. Den britiske TV-anmelder, Mark Lawsson, har skrevet en artikel under overskriften: ”Scandi noir is dead” i The Guardian. Ifølge Lawsson, er der for mange sprog indblandet i serien sammenlignet med den dansk-svenske TV-serie Broen/Bron . Bo Tao Michaëlis er enig med denne tanke og indleder sin artikel med overskriften: ”Fejlslagent svensk-fransk fusionsfjernsyn” i Politikken.dk .

## Medvirkende (udvalg)
- Leïla Bekhti: Kahina Zadi (8 afsnit)
- Gustaf Hammarsten: Anders Harnesk (8 afsnit)
- Albin Grenholm: Kimmo (8 afsnit)
- Jacob Hultcrantz Hansson: Thorndal (8 afsnit)
- Jessica Grabowsky: Jenny-Ann (7 afsnit)
- Richard Ulfsäter: Thor (7 afsnit)
- Oscar Skagerberg: Kristoffer Hanski (6 afsnit)
- Jeremy Corallo: Nadji (6 afsnit)
- Göran Forsmark: Sparen (6 afsnit)
- Karolina Furberg: Jessika Harnesk (6 afsnit)
- Sofia Jannok: Nåjden (6 afsnit)
- Olivier Gourmet: Alain Gruard (5 afsnit)
- Editha Domingo: Mabée (5 afsnit)
- Maxida Märak: Evelina Geatki (5 afsnit)
- Pávva Pittja: Nåjdens bror (5 afsnit)
- Rodolphe Congé: Benoit (4 afsnit)
- Iggy Malmborg: Eddie (4 afsnit)
- Camelia Chennaoui: Ung Kahina Zadi (4 afsnit)
- Jalila Talemsi: Kahina Zadis mor (4 afsnit)
- Pär Andersson: Journalist (3 afsnit)
- Anna Azcárate: Kajsa Burlin (3 afsnit)
- Pelle Heikkilä: Anders Harnesks chef (3 afsnit)
- Pontus Wikström: Jörgen Forsberg (3 afsnit)
- Peter Stormare: Rutger Burlin (2 afsnit)
- Denis Lavant: Pierre Carnot (2 afsnit)
- Lisa Henni: Justina Persson (2 afsnit)